# Patrick Duffy
Patrick George Duffy (Townsend, Montana, 17 de marzo de 1949) es un actor estadounidense. Es especialmente recordado por su interpretación del papel de Bobby Ewing en la popular serie de televisión Dallas, que interpretó durante trece años.

## Biografía

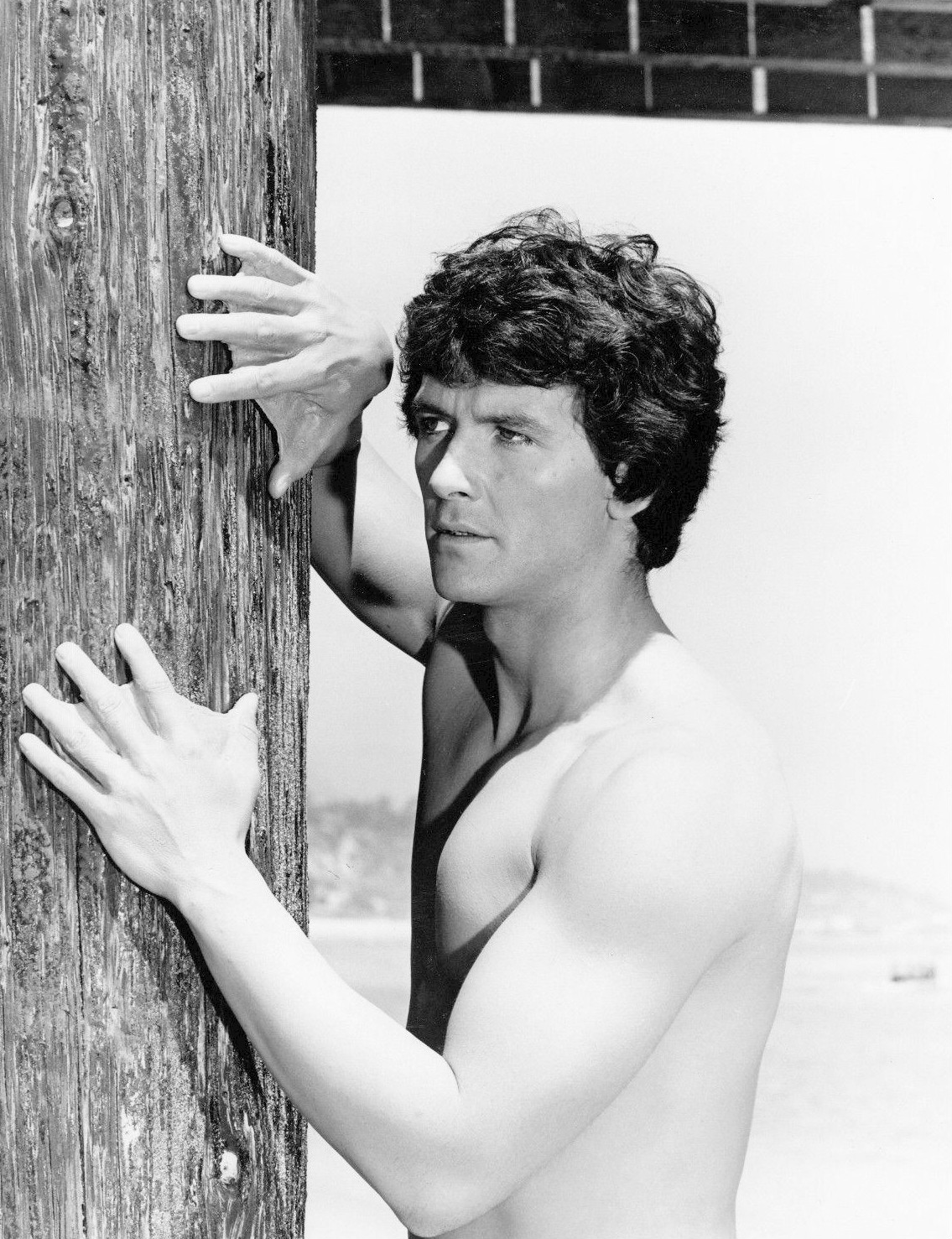
Patrick Duffy (28) muestra sus dedos palmeados en la serie El hombre de la Atlántida (1977).

Su debut en televisión se remonta a 1977, cuando interpretó el papel de Mark Harris en la serie de televisión El hombre de la Atlántida, que le permitió mostrar sus dotes de submarinista.
Dos años después llegaría el papel que marcaría su carrera profesional, el del hijo menor de la familia Ewing en la famosa telenovela Dallas, que continuó interpretando hasta 1991, lo que le convirtió en uno de los personajes más populares de la televisión a nivel mundial.
En 1985 decidió abandonar la serie, y se rodó una escena en la que el personaje fallecía. Sin embargo, y tras una temporada ausente, el actor regresó en 1986 a través de una peculiar estratagema de los guionistas, según la cual toda la temporada completa 1985-1986 había sido únicamente un sueño del personaje de Pamela (interpretada por Victoria Principal), la esposa de Bobby.
Tras la cancelación de Dallas en 1991, Duffy se emparejó con Suzanne Sommers para protagonizar una serie familiar en tono de comedia, Step by Step (Paso a paso, en su título en castellano) (1991-1998), con buenos resultados de audiencia.
En 2000 se subió a los escenarios del londinense West End para interpretar la obra Art, de la dramaturga francesa Yasmina Reza.
En marzo de 2006 interpretó el papel de Stephen Logan en la serie The Bold and the Beautiful, donde volvió en noviembre de 2007 tras un año de ausencia.
Desde el 31 de marzo de 2008 presenta el concurso Bingo América.
En el año 2012 Patrick Duffy volvió a interpretar el papel de Bobby Ewing en el retorno de la serie Dallas, junto con otros personajes de la serie original como Linda Gray y Larry Hagman.

## Vida personal
El 18 de noviembre de 1986, los padres de Duffy, Terrance y Marie Duffy, fueron asesinados por dos adolescentes, Sean Wentz y Kenneth Miller, durante el robo de un bar en Montana, propiedad de los padres de Duffy. Wentz y Miller fueron declarados culpables de los asesinatos y condenados a 75 años de prisión cada uno. En 2001, Miller compareció ante los tribunales de Montana después de que Sean Wentz cambió su declaración original, confesando que él fue el único asesino. En la actualidad Wentz cumple su condena en el Departamento de Correcciones de Montana, mientras que Miller está en libertad condicional.